# Leptogenys furtiva
Leptogenys furtiva é uma espécie de formiga do gênero Leptogenys, pertencente à subfamília Ponerinae.